# Alessandro Borghi
Alessandro Borghi (1559 - 9 de agosto de 1613) foi um prelado católico romano que serviu como bispo de Sansepolcro (1598–1605).

## Biografia
Alessandro Borghi nasceu em Modigliana, na Itália, em 1559. No dia 22 de junho de 1598, foi nomeado Bispo de Sansepolcro durante o papado de Clemente VIII. Serviu como Bispo de Sansepolcro até à sua renúncia em dezembro de 1605. Faleceu no dia 9 de agosto de 1613.

## Sucessão episcopal
| Sucessão episcopal de Alessandro Borghi |
| --- |
| Enquanto bispo, foi o principal co-consagrador de: - Guido Bentivoglio d'Aragona, Arcebispo Titular de Colossos (1607); - Ulpiano Volpi, Arcebispo de Chieti (1609); - Francesco Mottini, Bispo de Brugnato (1609); - Antonio Cesonio, Bispo de Oppido Mamertina (1609); - Benedetto Ala, arcebispo de Urbino (1610); - Luca Semproni, Bispo de Città di Castello (1610); - Rodolfo Paleotti, Bispo de Imola (1611); - Francesco Piccolomini, bispo de Grosseto (1611); - Guillaume d'Hugues, Arcebispo de Embrun (1612); e - Denis-Simon de Marquemont, arcebispo de Lyon (1612). |